# Īncheh Sābolāgh
Īncheh Sābolāgh (persiska: اینچه سا بلاغ, Īncheh Sāblāgh) är en ort i Iran.   Den ligger i provinsen Khorasan, i den nordöstra delen av landet, 700 km öster om huvudstaden Teheran. Īncheh Sābolāgh ligger 1 805 meter över havet och antalet invånare är 358.
Terrängen runt Īncheh Sābolāgh är huvudsakligen kuperad, men den allra närmaste omgivningen är platt. Runt Īncheh Sābolāgh är det ganska glesbefolkat, med 38 invånare per kvadratkilometer. Närmaste större samhälle är Shāh Rag, 16,0 km nordväst om Īncheh Sābolāgh. Trakten runt Īncheh Sābolāgh består i huvudsak av gräsmarker.